# Arrondissement soviétique de Nijni Novgorod
L'arrondissement soviétique (russe : Сове́тский райо́н, Sovetski raïon) est l'un des huit arrondissements de la ville de Nijni Novgorod en Russie. Il se trouve dans la partie dite Nagorny de la ville.

## Situation
L'arrondissement soviétique se trouve dans la partie dite Nagorny, la ville haute, sur la rive droite de l'Oka et la rive droite de la Volga.

## Galerie

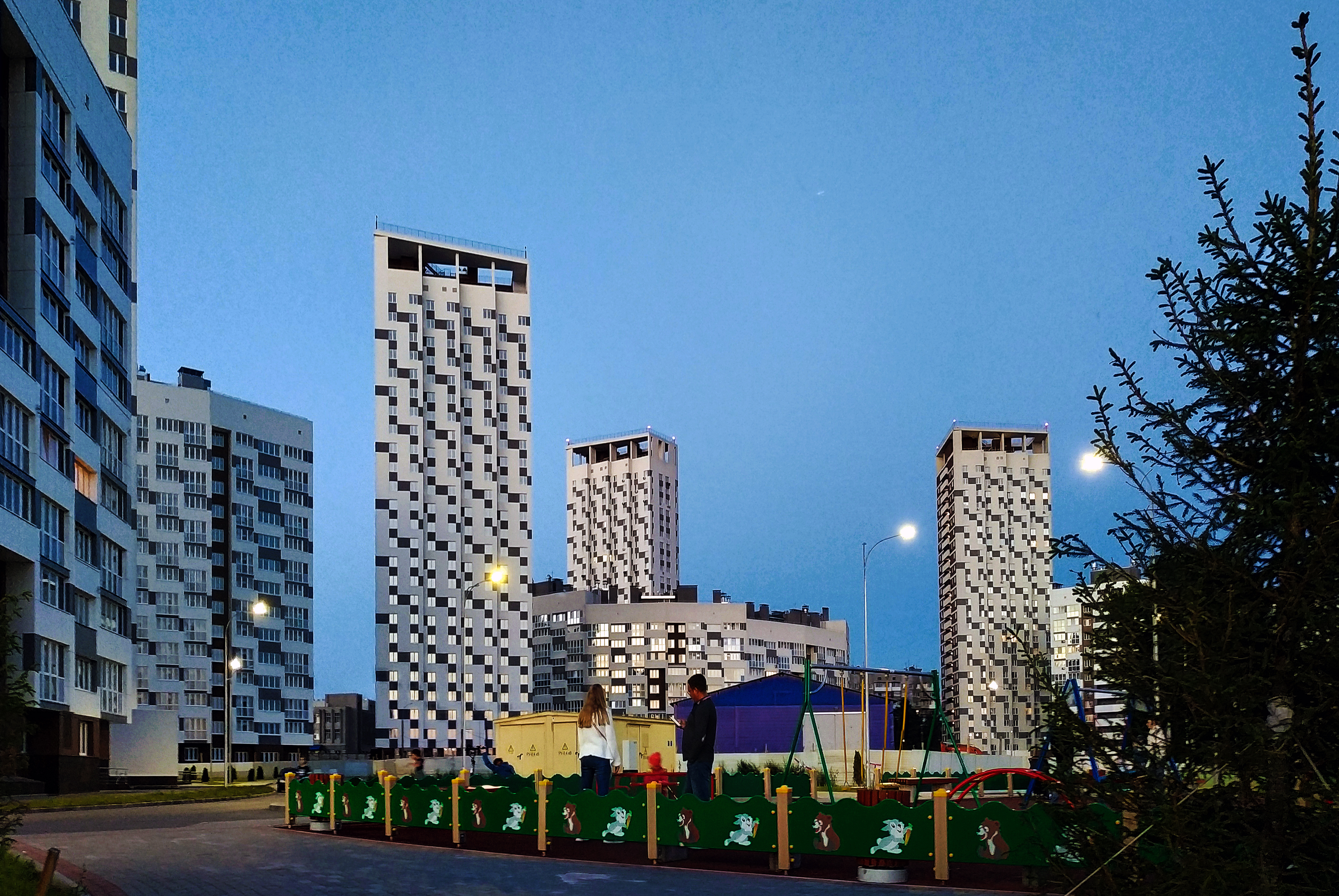
Nouveaux développements.
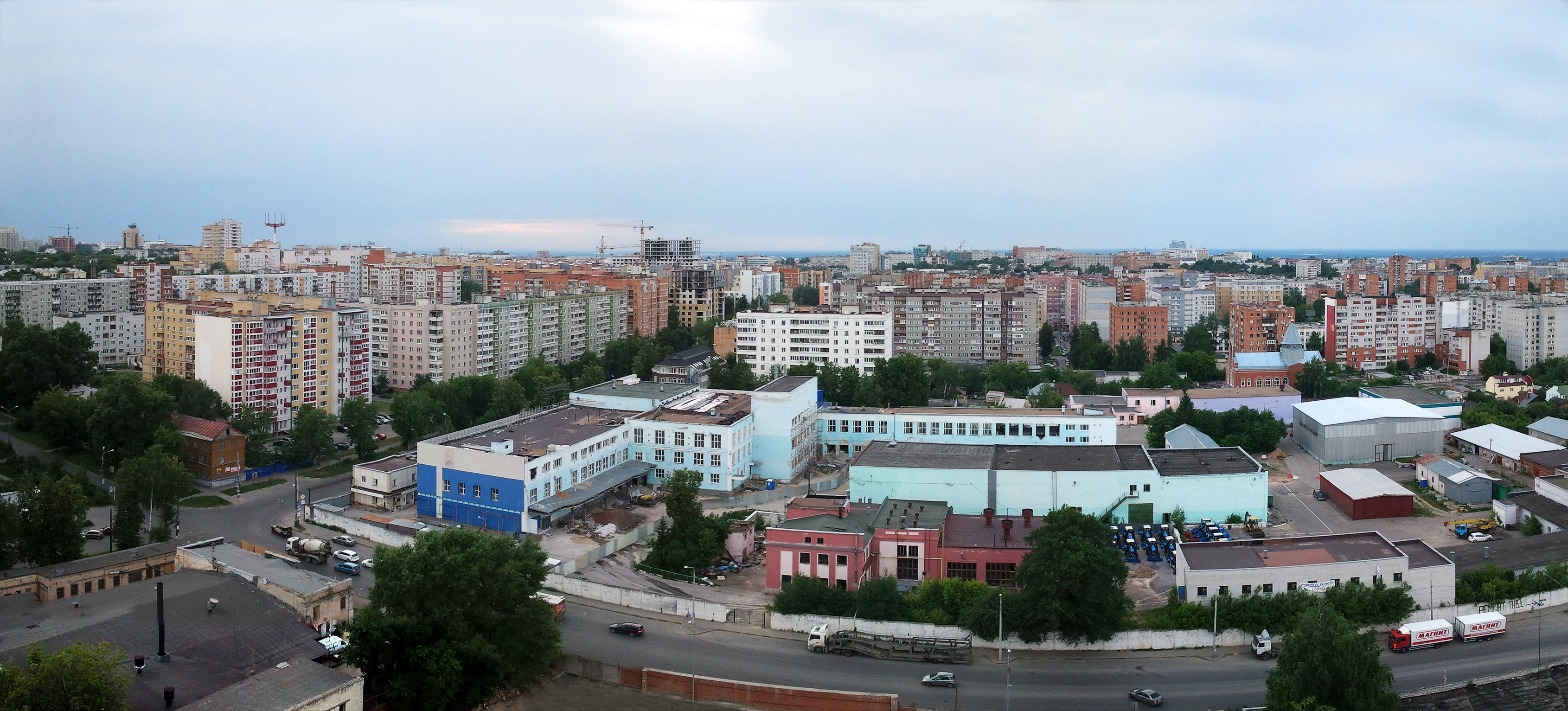
Vue générale.
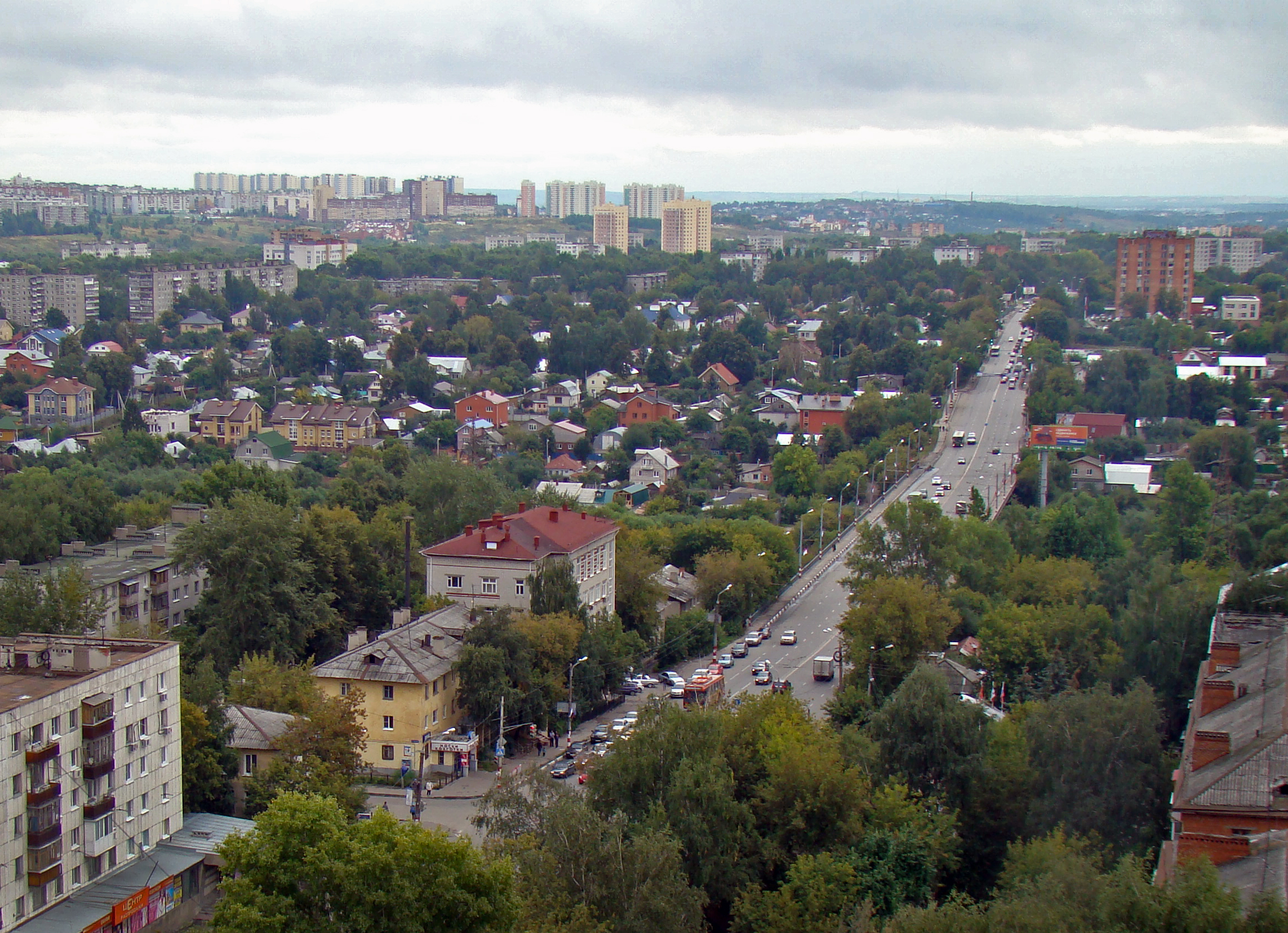
Rue Vaneïev.